# CPSF Anticipația (Editura Nemira)

Coperta revistei CPSF Anticipația nr. 7 din 28 iun. 2013

În perioada 2012 - 2015, Editura Nemira a publicat (lunar) mai multe reviste în seria CPSF Anticipația.
Editura Nemira a preluat brandul CPSF și a intenționat să publice lunar revista CPSF Anticipația (cu aproximativ 100 de pagini). Revistele conțin una sau două povestiri științifico-fantastice ale unor autori români sau străini, alături de un articol științific ce a stat la baza lucrării. Povestirile străine au fost de obicei cele care au primit premii prestigioase internaționale, cum ar fi premiul Hugo, Nebula, World Fantasy, Arthur C. Clarke și altele.
Primul număr a fost editat de Valentin Nicolau și a apărut la 24 noiembrie 2012, având 96 de pagini.
La 31 iulie 2015 a apărut ultimul număr într-un format dublu, 32-33, editat de Marian Truță.

## Lista revistelor
- 1 (decembrie 2012)[7]
  - Peter Watts - Insula[8][9]
  - Alina Sârbu - Știința și fantastic  (eseu)
  - Alexandru Mironv - În cea mai bună dintre lumi  (eseu)
  - Mircea Opriță - CPSF: Scurtă istorie  (eseu)

- 2 (ianuarie 2013)
  - Allen M. Steele - Împăratul de pe Marte
  - Tudor Ciocârlie - Marte, marea iubire a SF-ului  (eseu)

- 3 (februarie 2013)
  - George R.R. Martin - În tărâmurile pustii
  - Oliviu Craznic - Literatura dark fantasy   (eseu)

- 4 (martie 2013)
  - Hannu Rajaniemi - Elegie pentru un tânăr elan
  - Ray Kurzweil - Singularitatea se apropie
  - Dănuț Ungureanu - Cronicile oamenilor iridium[10]

- 5 (aprilie 2013)
  - Liviu Radu - La galop prin piramidă[11]
  - Ted Chiang - Neguțătorul și poarta alchimistului
  - Stephen Hawking - Cum să construiești o mașină a timpului

- 6 (mai 2013)
  - Stephen King si Joe Hill - În iarba înaltă, traducere de Liviu Radu.[12]
  - Mircea Pricajan - Literatura horror
  - Ștefana Cristina Czeller - Ape negre

- 7 (mai 2013)
  - Kim Stanley Robinson, 2312
  - Jean-Pierre Laigle - Mitul lumii inframercuriene
  - Aurel Cărășel - Doctor Faustus și ananașii[13]
  - Ana Nicolau - Laureatul Nebula 2012 (interviu cu Kim Stanley Robinson)
  - Oliviu Craznic - Dincolo de Cristofor Columb (recenzie)

- 8 (iunie 2013)
  - Aliette de Bodard - Nașterea Navei
  - Alina Sârbu - Despre istoriile alternative
  - Liviu Radu Ucronia în literatura română

- 9 (iulie 2013)
  - Paul di Filippo - Femaville 29
  - Felix Aderca - Orașul cu inima de foc
  - Octavian Sava - Dacă Samson n-ar fi întâlnit-o pe Dalila

- 10 (septembrie 2013)
  - Philip K. Dick - Peste mohorâtul Pământ 
  - Norman Spinrad - Hard SF[14]

- 11 (octombrie 2013)
  - Stephen King - Herman Wouk încă trăiește[15]
  - Ted Chiang - Expirație[16]

- 12-13 (octombrie 2013)[17]
  - Ovidiu Petcu - Păsările Insulei
  - Gregory Benford - Efecte Relativiste

- 14 (ianuarie 2014)
  - Arthur C. Clarke - Cursa înarmărilor
  - Gardner Dozois - Aducătorul de pace

- 15 (februarie 2014)
  - Joe Abercrombie - O bandită 
  - Emanuel Grigoraș - Cer furat 
  - Bruce Sterling - Grădinile scufundate

- 16 (martie 2014)
  - Norman Spinrad - Programele favorite
  - Rodica Bretin - Noaptea Sanyasinilor

- 17 (aprilie 2014)
  - Peter F. Hamilton - Camera luminii 
  - Don Simon - Singurătatea regelui din Corfu [18]

- 18 (mai 2014)
  - Paolo Bacigalupi - Vânătorul de tamarix
  - Oliviu Crâznic - Echilibru
  - George Lazăr - Cronica Akasha

- 19 (iunie 2014)
  - Alastair Reynolds - Un spion pe Europa
  - Alexandru Mironov - Umbra tigrului (eseu despre Mihail Grămescu, recent decedat)

- 20-21 (iulie 2014)
  - George R. R. Martin - O noapte la Hanul Tăului 
  - Frank Herbert - Operațiunea Carul cu fân
  - Viorel Pîrligras - Zona de vest 1 (BD)

- 22 (august 2014)
  - Stephen King -  Demonul din mașină
  - David Brin -  Ochii aceia
  - Viorel Pîrligras - Zona de vest 2 (BD)

- 23 (septembrie 2014)[19]
  - Kim Stanley Robinson – Lunatecii[20]
  - Dănuț Ungureanu – Om cu O mare, țară cu ț mic
  - Connie Willis – S.O.S.
  - Viorel Pîrligras - Zona de vest 3 (BD)

- 24 (19 noiembrie 2014)[21]
  - Larry Niven - Lună nestatornică
  - Mircea Opriță - Poezia salvează utopia
  - Horia Aramă - Liniște în eter
  - Viorel Pîrligras - Zona de vest 4 (BD)

- 25-26 (23 ianuarie 2015)[22]
  - Ken Liu - Maestrul litigiilor și regele maimuțelor[23]
  - Lucian Dragoș Bogdan - Povestea lui Xieng Baohui
  - Mircea Pricăjan - Lazaret
  - Florin Pîtea - Liberul arbitru
  - Eugen Cădaru - Ambasadorii
  - Mircea Liviu Goga - Artefactul
  - Radu Hallipa - Arte martiale moderne IV
  - Viorel Pîrligras - Zona de vest 5 (BD)

- 27 (24 februarie 2015)
  - Paolo Bacigalupi - Pariorul
  - Mircea Opriță - Un erudit sentimental
  - Constantin Cubleșan - Ritmul ascuns al inimii
  - Emanuel Grigoraș - Coșarul
  - Viorel Pîrligras - Zona de vest 6 (BD)

- 28 (23 martie 2015)
  - Garry Kilworth - Ale durerii păsări cântătoare  
  - Teodora Matei - E-51741
  - Ken Liu - Cum crează cărți speciale selecte 
  - Viorel Pîrligras - Zona de vest 7 (BD)
  - Mircea Opriță - Eleganță și bun gust
  - Florin Manolescu - Magicianul
  - Cornel Robu - Science Fiction „adevărat“

- 29 (24 aprilie. 2015)
  - Kim Stanley Robinson - Înainte de trezire
  - Alexandru Lamba - Reculul praștiei
  - Oliviu Caznic - Liviu Radu: Glia
  - Liviu Radu - Ziua dimensiunii zero
  - Jy Yang - Mâinile reci și mirosul de sare
  - Mircea Opriță - Alegorii și avertisment
  - Miron Scorobete - Masca
  - Viorel Pîrligras - Zona de vest 8 (BD)

- 30 (15 mai 2015)[24]
  - Pat Cadigan - Îngerul

- 31 (15 iunie 2015)[25]
  - Steve Rzasa - Dezertorul

- 32-33
  - Florin Pîtea - În serviciul majestății sale imperiale
  - David Levine - În avarie
  - Lou Antonelli - Pe câmpia spiritelor

## Legături externe
- http://cpsfa.ro/ Arhivat în 8 februarie 2020, la Wayback Machine. Site-ul oficial
- Colecția de Povestiri Științifico-Fantastice (CPSF) Anticipația Nr.2,nemira.ro
- CPSF Anticipatia Series, goodreads.com

## Vezi și
- Anticipația CPSF